# Jean-Baptiste Turpin du Cormier
Jean-Baptiste Turpin du Cormier (* 8. September 1732 in Laval, Département Mayenne; † 21. Januar 1794 ebenda) war ein französischer Priester, der während der Französischen Revolution zum Tode verurteilt und mit der Guillotine enthauptet wurde. Er wird in der römisch-katholischen Kirche als Seliger verehrt.

## Leben
Jean-Baptiste Turpin du Cormier war der Sohn von Julien Turpin du Cormier und dessen Ehefrau Magdeleine Leroy. Er studierte Theologie in Angers und wurde zum Doctor theologiae promoviert. Seit März 1783 war er Pfarrer an der Kathedrale von Laval und Dekan. Er wurde mit dreizehn weiteren Priestern am 21. Januar 1794 in Laval hingerichtet.
Vierzehn Priester, die aufgrund ihres Alters oder anderer gesundheitlicher Einschränkungen im Franziskanerkloster in Laval verblieben waren, wurden am Morgen des 21. Januar 1794 vor das revolutionäre Militärtribunal des Département Mayenne geführt oder gebracht und dort zum Tod verurteilt. Noch am selben Tage wurden sie unter Anteilnahme eines großen Publikums mit der Guillotine auf dem Place du Blé (dem heutigen Place de la Trémoille) enthauptet, wobei Turpin du Cormier auf Geheiß des Anklägers Jean-Baptiste Volcler, eines ehemaligen Priesters, als letzter das Schafott besteigen und so den Tod aller seiner Mitbrüder miterleben musste. Anschließend wurden ihre Leichen auf einer Wiese am Croix Bataille außerhalb der Stadt verscharrt. Die Wahl des Datums 21. Januar war kein Zufall, vielmehr stand dahinter die Absicht, den Jahrestag des Todes von Ludwig XVI. zu „feiern“.

## Nachwirkung
Die sterblichen Überreste der vierzehn Priester wurden am 9. August 1816 exhumiert und in die Kirche Notre-Dame im Stadtteil Avesnières von Laval überführt. Am 19. Juni 1955 sprach Papst Pius XII. die vierzehn Märtyrer von Laval selig.